# Nokia 7280
Le Nokia 7280 est un téléphone de l'entreprise Nokia. Il a une forme de bâton.

## Caractéristiques
- Système d'exploitation Symbian OS
- GSM
- 115 × 32 × 19 mm   pour 84 grammes
- Écran  de 208 × 104 pixels avec un nombre de couleurs de 65 536 couleurs
- appareil photo numérique : 0,3 mégapixel
- Vibreur
- DAS : 0,83 W/kg.